# Budynek przy ul. Zamkowej 30 w Sanoku
Budynek przy ul. Zamkowej 30 w Sanoku – budynek położony przy ulicy Zamkowej 30 w Sanoku.

## Historia
Budynek pochodzi z końca XIX wieku. Do 1939 pod adresem ul. Zamkowej 30 funkcjonowała dyrekcja założonej w 1913 firmy „Grabownica. Towarzystwo Wiertnicze w Sanoku. Sp. z o. o.” (działająca w Grabownicy Starzeńskiej), w której zarządzie byli w latach 30. dr Józef Parnas, Gustaw Baudu, inż. Józef Pommier, zaś dyrektorem był inż. Maksymilian Fingerchut; do tego adresu była także przypisana Zofia Fingerchut). Budynek, stanowiący niejako enklawę wytworności, wyposażony w zasilanie elektryczne i ogrodzony żelaznym parkanem, opisał pisarz Kalman Segal w swojej powieści pt. Nad dziwną rzeką Sambation, napisanej w 1955 i wydanej w 1957.
Podczas II wojny światowej w okresie okupacji niemieckiej przedsiębiorstwo w budynku przed przemianowanym adresem Schlossstrasse 30 działało pod nazwą Beskiden-Erdöl-Gewinn.-Ges., Betriebsabteilung 0/3.
W okresie PRL w budynku funkcjonowała Wojskowa Komenda Uzupełnień w Sanoku; z dniem 8 lutego 1990 została przeniesiona do koszar wojskowych w sanockiej dzielnicy Olchowce przy ulicy Przemyskiej 1. Na bramie wjazdowej do posesji były umieszczone litery „LWP”, pozostające w tym miejscu na początku lat 90..
W 1995 Zarząd Miasta Sanoka przekazał budynek na rzecz działalności Miejskiego Ośrodka Pomocy Społecznej w Sanoku, który rozpoczął działalność w nim od maja 1996 i kontynuował w kolejnych latach (ponadto w lokalach budynku podjęły funkcjonowanie Polski Komitet Pomocy Społecznej oraz klub seniora). Z dniem 4 sierpnia 2020 MOPS został przeniesiony z budynku do obiektów, w których wcześniej funkcjonował Areszt Śledczy Sanok. 
Budynek został wpisany do rejestru zabytków (1990) oraz do gminnej ewidencji zabytków miasta Sanoka.